# جامعة الأمين
جامعة الأمين هي جامعة أهلية عراقية تأسست عام 2017 معترف بها من قبل وزارة التعليم العالي والبحث العلمي ، تقع في مدينة بغداد.

## الكليات
تضم الجامعة 12 كليات، هي:
- كلية القانون[2]
- كلية الآداب
- كلية الفقه[3]
  - كلية الطب الاسنان
  - كلية الصيدلة
  - كلية هندسة
  - كلية تقنية الهندسية
  - كلية الادارة والاقتصاد
  - كلية العلوم التربوية والرياضة
  - كلية التقنية الصحية والطبية
  - كلية العلوم
  - كلية الفنون الجميلة